# Fußball-Club Augsburg 1907
El FC Augsburg, nom complet, Fußball-Club Augsburg 1907 e. V., és un club de futbol alemany de la ciutat d'Augsburg, a Baviera. L'any 2009 el club va inaugurar el seu nou estadi, l'Impuls Arena, amb una capacitat d'uns 30.000 espectadors. El FC Augsburg juga a la Bundesliga, la lliga més important del futbol alemany. L'equip va ser fundat amb el nom de Fußball-Klub Alemania Augsburg el 1907 i va jugar com a BC Augsburg del 1921 fins al 1969. Amb més de 17.400 socis, és el club de futbol més gran a la Suàbia bavaresa.

## Jugadors

### Plantilla 2024-25
A 3 febrer 2025 
| N. | Pos. | Nac. | Jugador                                   |
| -- | ---- | --- | ----------------------------------------- |
| 1  | POR  | [[Fitxer:Flag of Germany.svg\|23x15px\|border \|alt=Alemanya\|link=Selecció de futbol d'Alemanya\|{{#if:\|]]                                                                                | Finn Dahmen                               |
| 2  | DEF  | [[Fitxer:Flag of Poland.svg\|23x15px\|border \|alt=Polònia\|link=Selecció de futbol de Polònia\|{{#if:\|]]                                                                                  | Robert Gumny                              |
| 3  | DEF  | [[Fitxer:Flag of Denmark.svg\|23x15px\|border \|alt=Dinamarca\|link=Selecció de futbol de Dinamarca\|{{#if:\|]]                                                                             | Mads Valentin                             |
| 4  | DEF  | [[Fitxer:Flag of England.svg\|23x15px\|border \|alt=Anglaterra\|link=Selecció de futbol d'Anglaterra\|{{#if:\|]]                                                                            | Reece Oxford                              |
| 5  | DEF  | [[Fitxer:Flag of France (1794–1815, 1830–1974).svg\|23x15px\|border \|alt=França\|link=Selecció de futbol de França\|{{#if:\|]]                                                             | Chrislain Matsima (cedit per l'AS Monaco) |
| 6  | DEF  | [[Fitxer:Flag of the Netherlands.svg\|23x15px\|border \|alt=Països Baixos\|link=Selecció de futbol dels Països Baixos\|{{#if:\|]]                                                           | Jeffrey Gouweleeuw (capità)               |
| 7  | DAV  | [[Fitxer:Flag of Germany.svg\|23x15px\|border \|alt=Alemanya\|link=Selecció de futbol d'Alemanya\|{{#if:\|]]                                                                                | Yusuf Kabadayı                            |
| 8  | MIG  | [[Fitxer:Flag of Kosovo.svg\|23x15px\|border \|alt=Kosovo\|link=Selecció de futbol de Kosovo\|{{#if:\|]]                                                                                    | Elvis Rexhbeçaj                           |
| 9  | DAV  | [[Fitxer:Flag of the Democratic Republic of the Congo.svg\|23x15px\|border \|alt=República Democràtica del Congo\|link=Selecció de futbol de la República Democràtica del Congo\|{{#if:\|]] | Samuel Essende                            |
| 10 | MIG  | [[Fitxer:Flag of Germany.svg\|23x15px\|border \|alt=Alemanya\|link=Selecció de futbol d'Alemanya\|{{#if:\|]]                                                                                | Arne Maier                                |
| 11 | DEF  | [[Fitxer:Flag of Germany.svg\|23x15px\|border \|alt=Alemanya\|link=Selecció de futbol d'Alemanya\|{{#if:\|]]                                                                                | Marius Wolf                               |
| 13 | DEF  | [[Fitxer:Flag of Greece.svg\|23x15px\|border \|alt=Grècia\|link=Selecció de futbol de Grècia\|{{#if:\|]]                                                                                    | Dimitris Giannoulis                       |
| 15 | DAV  | [[Fitxer:Flag of Benin.svg\|23x15px\|border \|alt=Benín\|link=Selecció de futbol de Benín\|{{#if:\|]]                                                                                       | Steve Mounié                              |
| 16 | DEF  | [[Fitxer:Flag of Switzerland.svg\|23x16px\|border \|alt=Suïssa\|link=Selecció de futbol de Suïssa\|{{#if:\|]]                                                                               | Cédric Zesiger (cedit pel VfL Wolfsburg)  |

| N. | Pos. | Nac. | Jugador                                   |
| -- | ---- | --- | ----------------------------------------- |
| 17 | MIG  | [[Fitxer:Flag of Croatia.svg\|23x15px\|border \|alt=Croàcia\|link=Selecció de futbol de Croàcia\|{{#if:\|]]                                 | Kristijan Jakić                           |
| 19 | MIG  | [[Fitxer:Flag of Nigeria.svg\|23x15px\|border \|alt=Nigèria\|link=Selecció de futbol de Nigèria\|{{#if:\|]]                                 | Frank Onyeka (cedit pel Brentford FC)     |
| 20 | MIG  | [[Fitxer:Flag of France (1794–1815, 1830–1974).svg\|23x15px\|border \|alt=França\|link=Selecció de futbol de França\|{{#if:\|]]             | Alexis Claude-Maurice                     |
| 21 | DAV  | [[Fitxer:Flag of Germany.svg\|23x15px\|border \|alt=Alemanya\|link=Selecció de futbol d'Alemanya\|{{#if:\|]]                                | Phillip Tietz                             |
| 22 | POR  | [[Fitxer:Flag of Croatia.svg\|23x15px\|border \|alt=Croàcia\|link=Selecció de futbol de Croàcia\|{{#if:\|]]                                 | Nediljko Labrović                         |
| 24 | MIG  | [[Fitxer:Flag of Finland.svg\|23x15px\|border \|alt=Finlàndia\|link=Selecció de futbol de Finlàndia\|{{#if:\|]]                             | Fredrik Jensen                            |
| 25 | POR  | [[Fitxer:Flag of Germany.svg\|23x15px\|border \|alt=Alemanya\|link=Selecció de futbol d'Alemanya\|{{#if:\|]]                                | Daniel Klein                              |
| 31 | DEF  | [[Fitxer:Flag of Germany.svg\|23x15px\|border \|alt=Alemanya\|link=Selecció de futbol d'Alemanya\|{{#if:\|]]                                | Keven Schlotterbeck                       |
| 32 | DEF  | [[Fitxer:Flag of Germany.svg\|23x15px\|border \|alt=Alemanya\|link=Selecció de futbol d'Alemanya\|{{#if:\|]]                                | Raphael Framberger                        |
| 36 | MIG  | [[Fitxer:Flag of Germany.svg\|23x15px\|border \|alt=Alemanya\|link=Selecció de futbol d'Alemanya\|{{#if:\|]]                                | Mert Kömür                                |
| 37 | DAV  | [[Fitxer:Flag of Germany.svg\|23x15px\|border \|alt=Alemanya\|link=Selecció de futbol d'Alemanya\|{{#if:\|]]                                | Mërgim Berisha (cedit pel TSG Hoffenheim) |
| 42 | MIG  | [[Fitxer:Flag of Turkey.svg\|23x15px\|border \|alt=Turquia\|link=Selecció de futbol de Turquia\|{{#if:\|]]                                  | Mahmut Kücüksahin                         |
| 44 | MIG  | [[Fitxer:Flag of Germany.svg\|23x15px\|border \|alt=Alemanya\|link=Selecció de futbol d'Alemanya\|{{#if:\|]]                                | Henri Koudossou                           |
| 47 | DEF  | [[Fitxer:Flag of the United States.svg\|23x15px\|border \|alt=Estats Units d'Amèrica\|link=Selecció de futbol dels Estats Units\|{{#if:\|]] | Noahkai Banks                             |

### Futbolistes històrics destacats
| - Halil Altıntop - Raúl Bobadilla - Lorenzo Davids - Jonas De Roeck - Youssef El Akchaoui - Raphael Holzhauser | - Peter Hlinka - Marcel de Jong - Kees Kwakman - Axel Lawarée - Alex Manninger - Koo Ja-cheol | - Arkadiusz Milik - Andreas Ottl - Gibril Sankoh - Ibrahima Traoré - Paul Verhaegh - Ragnar Klavan |

## Palmarès

### Lliga
- 2. Bundesliga
  - Subcampionat: 2010–11
- Regionalliga Süd (II-III)
  - Campionat: 1973–74, 2005–06
- Bayernliga (III-IV)
  - Campionat: 1972–73, 1979–80, 1981–82, 1993–94, 2001–02
  - Subcampionat: 1984–85

### Copa
- Copa de Suàbia (nivells III-V)
  - Guanyador: (13) 1968–69, 1969–70, 1970–71, 1971–1972, 1979–80, 1985–86, 1987–88, 1992–93, 1995–96, 1998–99, 2001–02, 2003–04, 2004–05
  - Subcampió: 1991–92